# Hypsitherium
Hypsitherium es un género monotípico extinto de Mesotheriidae que vivió hace 4 a 3 millones de años, y se conoce desde el Mioceno hasta el Plioceno en la localidad fósil de Inchasi, en Bolivia. Su nombre significa "bestia suprema".